# Helios Airways
Helios Airways (później Ajet Aviation; kod IATA – ZU) – pierwsza prywatna linia lotnicza powstała na Cyprze, działająca w latach 2001–2006.
Jej początki sięgają 1998 roku, natomiast pierwszy lot – czarter na lotnisko Gatwick w Londynie – miał miejsce w maju 2000 roku. Prawie rok później, w kwietniu 2001 roku, Helios otrzymał swoje pierwsze samoloty. Były to dwa nowe Boeingi 737-800 Next Generation (nazwane Veni oraz Zela). Wkrótce (w maju 2001 roku) ruszyło pierwsze regularne połączenie lotnicze na trasie Larnaka (Cypr) – Sofia (Bułgaria). W kwietniu 2004 roku towarzystwo otrzymało kolejne dwie maszyny (Boeing 737-300, jedna z nich otrzymała nazwę Olympia) i uruchomiło regularne loty na lotnisko Heathrow (Londyn). Następnie siatka połączeń objęła loty na trasach z Larnaki (Cypr) do Strasbourga (Francja), Pragi (Czechy), Birmingham (Wielka Brytania), Warszawy (Polska), Aten (Grecja), Londynu (Wielka Brytania), Dublinu (Irlandia) oraz do Sofii (Bułgaria).

## Wypadek
14 sierpnia 2005 roku jedna z maszyn z floty Helios Airways (Boeing 737-300 o nazwie Olympia) uległa katastrofie w okolicach Aten, powodując śmierć wszystkich 121 osób na pokładzie. Krytyczne opinie o Helios Airways w związku z katastrofą doprowadziły do likwidacji przedsiębiorstwa w następnym roku.